# 이언 보언
이언 보언(Ian Bohen, 1976년 9월 24일 ~ )은 미국의 배우이다.

## 출연 작품
- 윈드 리버 - 에반 역
- 더 토우 (단편)
- 시카리오 2: 솔다도